# Dyrholm
Slægtsnavnet Dyrholm har sit udspring i et hus på landet ved Fløjstrup Kær på Djursland. Husets navn er senere knyttet til en arkæologisk  udgravning af en stenalderboplads undersøgt i 1924-29 og 1937 .
Efternavne, der kommer af et stednavn, er ikke usædvanlige. Dem er der rigtigt mange af, men for navnet Dyrholm var stedet blot et enkelt hus – Dyrholmhuset.
Den første kendte "Dyrholm" var Jens Jensen Dyrholm ( 1774-1826 ). Hans forældre hed Jens Jensen Skiøtt ( 1736-1785 ) og Else Madsdatter ( 1742-1797 ).
Med navneligheden med faderen var det måske helt naturligt at lade sønnen og hans yngre søskende få navn efter huset, som de boede i, men Jens Jensen Dyrholm's egen søn kom også til at hedde Jens Jensen Dyrholm ( 1804-1861 ).